# Alexx Ekubo
 (juin 2025).
Motif : Les sources manquent d'envergure, d'autres informations sont du travail inédit
- Archive Wikiwix
- Bing
- Cairn
- DuckDuckGo
- E. Universalis
- Gallica
- Google
- G. Books
- G. News
- G. Scholar
- Persée
- Qwant
- (zh) Baidu
- (ru) Yandex
- (wd) trouver des œuvres sur Wikidata

| 1. | Préciser le motif de la pose du bandeau. | Précisez le motif de la pose du bandeau en utilisant la syntaxe suivante : {{admissibilité à vérifier\|date=juin 2025\|motif=remplacez ce texte par le motif}}                   |
| 2. | Informer les utilisateurs concernés.     | Pensez à avertir le créateur de l'article, par exemple, en insérant le code ci-dessous sur sa page de discussion : {{subst:avertissement admissibilité à vérifier\|Alexx Ekubo}} |

Alexx Ekubo, de son vrai nom Alex Ekubo-Okwaraeke, né le 10 avril 1986[réf. nécessaire] au Nigeria est un acteur et mannequin nigérian. Il a été premier dauphin du concours Mr Nigeria 2010. Il a remporté le prix du meilleur acteur dans un second rôle lors des Best of Nollywood Awards 2013 pour son rôle dans Weekend Getaway.

## Vie personnelle
Ekubo est originaire d'Arochokwu, dans l'État d'Abia. Il a fréquenté le Federal Government College de Daura, dans l'État de Katsina. Il a étudié le droit à l'université de Calabar, puis a obtenu un diplôme de droit à l'école polytechnique de Calabar,,.
Le 10 mai 2021, Alexx Ekubo et sa fiancée Fancy Acholonu ont annoncé la date de leur mariage sur Instagram. Leur mariage traditionnel était censé se tenir le samedi 20 novembre dans l'État d'Imo, tandis que le mariage blanc le samedi supérieur, 27 novembre dans l'État de Lagos. En août 2021, la fiancée d'Alex a annulé leurs fiançailles avec Fancy Acholonu publiant une déclaration selon laquelle leur relation a pris fin.

## Carrière
Ekubo a fait ses débuts au cinéma dans un petit rôle dans Sinners in the House sorti en 2005 de Lancelot Oduwa Imasuen ; son premier grand rôle a été dans Ladies Men quelques années plus tard.

## Télévision
- Secrets & Scandals
- Hope Bay
- Happy Family
- Tinsel
- AY's Crib
- Married to the Game

## Filmographie
- Aina (2011)
- Weekend Getaway (2012)
- True Citizens (2012)
- In the Cupboard (2012)
- Dream Walker (2013)
- Keeping my Man (2013)
- Lagos Cougars (2013)
- Champagne (2014)
- Single, Married and Complicated (2014)
- Ifedolapo (2014)
- Gold Diggin (2014) (avec Yvonne Nelson and Rukky Sanda)
- Undercover Lover (2015)
- All that Glitters (2015)
- The First Lady (2015) (avec Omoni Oboli)
- Gbomo Gbomo Express (2015)
- Death Toll (2015)
- Entreat (2016)
- The Other Side of the Coin (2016)
- Diary of a Lagos Girl (2016)
- Wife Material (2017)
- A Man for the Weekend (2017) (avec Syndy Emade)
- Catcher (2017)
- 3 is a Crowd (2017)
- Hot Girl Next Door (2018)
- Switch (2018)
- Power of 1 (2018)
- The American King: As told by an African Priestess (2019)
- Bling Lagosians (2019)
- Zero Hour (2019)
- Your Excellency (2019)
- 72 hours (2019)
- Soft Work (2020)
- Son of Mercy (2020)